# Matthew P. J. Dillon
Matthew P. J. Dillon (* 1. Oktober 1963) ist ein australischer Althistoriker.

## Leben
Er erwarb den BA (University of Queensland) [1981–1983], den BA Hons I (UQ) [1984], den MA (UQ) [1985–1987] und den PhD (University of New England) [1988–1992]. Er ist Professor für Klassische Philologie und Alte Geschichte an der University of New England.
Seine Forschungsschwerpunkte sind antike griechische Pilgerfahrt, Frauenreligion im antiken Griechenland und griechische Weissagung, der Heilgott Asklepios-Äskulap und griechische Gewalt, Folter und Hinrichtung.

## Schriften (Auswahl)
- Pilgrims and pilgrimage in ancient Greece. London 1997, ISBN 0-415-12775-0.
- Girls and women in classical Greek religion. London 2002, ISBN 0-415-20272-8.
- The ancient Greeks in their own words. Stroud 2002, ISBN 0-7509-2715-1.
- Omens and oracles. Divination in ancient Greece. London 2017, ISBN 978-1-4724-2408-2.